# Małgorzata Woźna-Stankiewicz
Małgorzata Woźna-Stankiewicz (ur. 1948 w Sosnowcu) – polska doktor habilitowana nauk humanistycznych

## Biografia
W latach 1968–1973 studiowała na uniwersytecie Jagiellońskim w Krakowie. 18 czerwca 1982 otrzymała doktorat dzięki pracy zatytułowanej Rytm Oliviera Messiaena, a habilitację 14 maja 1999 na podstawie pracy pt. Muzyka francuska w Polsce w II poł. XIX w. 22 października 2007 została profesorem nadzwyczajnym, a w 2017 przewodniczącą jury Konkursu o Nagrodę im. ks. prof. Hieronima Feichta.